# Изгубената кауза на Конфедерацията
Изгубената кауза на Конфедерацията, или само Изгубената кауза, е американска псевдоисторическа негационистична идеология, която поддържа твърдението, че каузата на Конфедерацията по време на Американската гражданска война е била справедлива и героична. Идеологията поддържа привидните ценности на довоенния юг, и гледа на войната като борба, на първо място, за съхраняване на начина на живот в Американския юг, или като защита „правата“ на отделните щати срещу „северната агресия“. В същото време, поддръжниците на идеологията за изгубената кауза омаловажават или отричат напълно централната роля на робството в назряването и избухването на войната.
Особено интензивни периоди на пропагандиране на „Изгубената кауза“ са времената на Първата световна война, когато умират последните ветерани от Конфедерацията, и започва борба за запазване на тяхната памет и наследство, както и по време на Движението за граждански права през 50-те и 60-те години на 20. век, като реакция към нарастващата обществена подкрепа за расовото равенство. Целта на мероприятия от тези периоди, като вдигане на паметници на ветерани на Конфедерацията, и идеологизирането на учебниците по история, е формирането на бъдещите поколения бели в Юга, за които „истинските“ причини на Юга за борба със Севера да са изгубената кауза и „северната агресия“, и те да подкрепят политики за расова дискриминация. Така, „изгубената кауза“ се превръща в основен наратив на поддръжниците на расистките движения в САЩ.
Идеолозите на „Изгубената кауза“ обикновено представят каузата на Конфедерацията като благородна и нейните лидери като образци на старомодно кавалерство, които били победени от армиите на Съюза поради техния числен и технически превес, които надделели над превъзходните военни умения и смелост на Юга. Привържениците на „Изгубената кауза“ също осъждат програмите за възстановяване след Гражданската война, за които твърдят, че са умишлен опит на северните политици и спекуланти да задържат Юга надолу. Темата за изгубената кауза също се превръща в основен елемент при определяне на половите роли в белия юг, като им вменява запазването на „семейната чест“. Изгубената кауза е вдъхновила множество паметници, мемориални комплекси и религиозни нагласи в Юга.
В последното десетилетие се наблюдава възникването на нео-конфедеративното движение, което поддържа историческия ревизионизъм за Американската гражданска война.

## Възникване
Основно твърдение на „Изгубената кауза“ е, че робството не е основната причина за Гражданската война. За да достигнат до това заключение, поддръжниците на идеологията пренебрегват декларациите за отцепване на конфедеративните щати, декларациите на конгресмените, напуснали Конгреса, за да се присъединят към Конфедерацията, и конституционното уреждане на въпроса с робството в Конфедеративната конституция.  Те също отричат или омаловажават писанията и изказванията на военни лидери на конфедерацията както във военно, така и в следвоенно време (Виж напимер Корнърстоунската реч). Привържениците поддържат отцепването на южните щати като защита срещу заплаха от Севера на техния начин на живот, и твърдят, че съюзът нарушава правата на щатите, гарантирани от Конституцията. Те смятат, че всеки щат е имал правото да се отцепи, което Северът отрича категорично. Изгубената кауза представя Юга като по-привързан към християнските ценности от „алчния Север“. Изгубената кауза представя робството като по-скоро доброволно, отколкото жестоко, като твърди, че това е дало на робите християнството и „цивилизацията“. Историите за щастливи роби често се използват като пропаганда в опит да се защити робството. Една от най-важните конфедерационистки организации, Организацията на единните дъщери на Конфедерацията, организира „Комитет на мемориала на верния роб“ и издига мемориала Хейуърд Шепърд в Харпърс Фери, Западна Вирджиния. Историите за щастливи роби са били използвани за обяснение и пропаганда на робството сред северняците. Техен основен наратив са собствениците на роби, които са мили към своите роби.

Сервилните инстинкти [на робите] им позволяват да са доволни от това, което имат, а упоритият им труд благославя земята, на която живеят, с неизмерими богатства. Тяхното себеотдаване им дава сигурна работа…никога не е съществувала по-щастлива взаимна зависимост между труд и капитал. Изкусителят дойде, като змията от Еденската градина, и ги разврати с вълшебната дума „свобода“. Той сложи оръжия в ръцете им, и приучи тяхната скромна, но емоционална природа, на актове на насилие и кръвопролитие, и ги изпрати да разорят техните благодеятели.
—Президентът на Конфедерацията Джеферсон Дейвис, The Rise and Fall of the Confederate Government (1881) 

## Основни положения на „Изгубената кауза“
За своите поддръжници, „Изгубената кауза“ се състои основно в следните положения:
- Точно както щатите са избрали да се присъединят към федералния съюз, те също могат да изберат да се оттеглят;
- Защитата на правата на щатите, а не запазването на робството, била основната причина, поради която единадесет южни щата се отцепват от съюза;
- Отцепването е оправдан и конституционен отговор на северната културна и икономическа агресия срещу южния начин на живот, от който робството е част. Югът се бори за своята независимост;
- Северът не атакува Юга от чист, макар и основан на заблуда мотив: да се прекрати робството. Мотивите му са били икономически и търговски;
- Робството е положително явление. То не се основава на икономическа алчност; и робите са щастливи и лоялни към добронамерените си господари. Робството е било добро за робите, чийто живот е бил много по-добър, отколкото би бил в Африка, или това, което те биха имали като свободни чернокожи на Север, където има многобройни расистки безредици. (Черните се възприемат като чужденци, имигранти, които отнемат работа от белите, като работят за по-малко, а също така са сексуално агресивни.) На робството не е бил присъщ расизма, и не е имало масови изнасилвания, варварски условия на труд, бруталност, бой с камшик, принудителна раздяла на семейства и други унижения;[13]
- Allgood идентифицира „идеалът на южния кавалер“ в Изгубената кауза. Той присъства силно в трудове върху конфедеративни партизани, които се сражават в тила на Съюза, като Нейтън Бедфорд Форест, Търнър Ашби, Джон Сингълтън Мосби и Джон Хънт Морган. Писатели възвеличават тяхната смелост в предварително загубена битка, както и тяхната мъжественост, умения по езда и боен дух;[14]
- Конфедеративните генерали, като например Робърт Е. Лий, Алберт Сидни Джонстън и Стоунъул Джексън олицетворяват добродетелите на южното благородство и се бият смело и честно. От друга страна, северните военни лидери се характеризират с ниски морални стандарти, като пример за това е Шерманският поход и опожаряването на долината Шенандоа от Филип Шеридан през 1864 г. Генералът от Съюза Юлисис Грант често се представя като алкохолик;[15]
- Загубите на бойното поле били неизбежни, като се има предвид превъзходството на Севера в икономическите ресурсите и човешката сила. Бойните загуби често са резултат от предателство и некомпетентност от страна на някои подчинени на генерал Лий, като генерал Джеймс Лонгстрийт, който не се доверил на Лий в Гетсбург;
- Изгубената кауза се фокусира основно върху Лий и Източния фронт на войната, в Северна Вирджиния, Мериленд и Пенсилвания. За Изгубената кауза, Гетисбург е повратна точка на войната, а не победите на Съюза в Тенеси и Мисисипи, след които нищо не може да спре унизителното настъпление на армията на Съюза през Джорджия, Южна Каролина и Северна Каролина, завършващо с капитулацията на армията на Северна Вирджиния в Апоматокс;
- Генерал Шърман унищожава имоти от подлост. Опожаряването на Колумбия, Южна Каролина, която преди войната е огнище на отцепването, няма стратегическа военна цел. То е било само с цел унижение и разрушаване на богатството;
- Даването на право на гласуване на новоосвободените роби е политическа бедствие. Те са неспособни да гласуват интелигентно и могат лесно да бъдат подкупени или подведени. Планът за реконструкцията след войната е катастрофа, като облагодетелства само северните негодници (scalawags). Струваше много време и усилия на белите мъже да възстановят бялото господство, което освен всичко останало било това, което Бог искал.

## Символи

### Конфедерация генерали
Най-силните символи на Изгубената кауза са образите на Робърт Е. Лий, Алберт Сидни Джонстън и митът за атаката на Пикет. Дейвид Улбрих пише: „Вече почитан по време на войната, образът на Робърт Е. Лий бе обгърнат от мистицизъм, разпространен в южната култура след нея. Запомнен като водач, чиито войници лоялно ще го последват във всяка битка, колкото и да е невъзможна, Лий се превръща в икона на Изгубената кауза и идеала на довоенния южен джентълмен, честен и благочестив човек, който безкористно служи на Вирджиния и конфедерацията. Тактическият блясък на Ли при Секънд Бъл Рън и Чансълърсвил се превръща в легенда, и въпреки че поема пълната си отговорност за поражението в Гетисбург, Лий остава до голяма степен непогрешим за южняците и той пощаден от критиките на историците.
Алберт Сидни Джонстън е първият офицер, назначен за генерал от Джеферсън Дейвис и водач на конфедеративните сили в на западния фронт. Смъртта му по време на първия ден на битката при Шило вероятно е довела до поражението на Конфедерацията в този конфликт.

### Романите на Томас Диксън-младши, популяризиращи Изгубената кауза

#### Петната на леопарда
В заглавната страница на книгата Диксън цитира Йеремия 13:23: „Може ли етиопец да промени кожата си, и леопард – петната си?“ като продължава, че както леопардът не може да промени своите петна, така и негърът не може да промени природата си. Романът има за цел да засили превъзходството на „англосаксонската“ раса и да проповядва идеологията за бялото господство над чернокожите, и за сегрегацията двете раси. :с. 68 Историкът Алън Кук, биограф на Диксън Ричард, пише „негърът според Диксън е груб, а не гражданин: дете на изродена раса, донесена от Африка“.:с. 68 Диксън излага тези възгледи във „Дъ Таймс (Филаделфия)“, в представяне на романа през 1902 г.: „Негърът е човешко магаре. Можеш да го тренираш, но не можеш да направиш от него кон." Диксън описа „извисяващата се фигура на освободения негър“ като „все по-зловеща, засенчваща бедността, глада, скръбта и опустошенията на Юга, хвърляйки сянката си върху бъдещите поколения, истинска черна смърт за земята и нейните хора." Като използва герои от Чичо томовата колиба, той описва „щастливия роб“, който макар и свободен, е манипулиран от политически опортюнисти, непродуктивен и неуважителен. Диксън вярва, че освободените роби постоянно целят сексуални отношения с бели жени.:с. 68 В творчеството на Диксън героичният Ку Клукс Клан защитава американските жени. „Това е мъжка книга“, каза Диксън пред „Таймс“ .
В крайна сметка са продадени повече от 1 млн. книги, появяват се множество чуждестранни преводи; славата на Диксън е световна.:с. 70

Диксън настоява, че романът му е основан на реалността. 

### Раждането на една нация
Друг виден и влиятелен популяризатор на „Изгубената кауза“ е Д. В. Грифит, с отбелязалия значителен успех филм „Раждането на една нация“ (1915 г.), базиран на романа „Мъжът от клана“ на Диксън. Диксън и Грифит си сътрудничат при „Раждането на нацията“. Историкът Дейвид Блайт пише: 
 Порочната идея на Диксън, че чернокожите са причинили Гражданската война със самото си присъствие, и че северният радикализъм по време на Реконструкцията развращава чернокожите като раса във варварство, става рамка на мита за героичната бдителност на Юга. С неохота членовете на Ку Клукс Клан – бели мъже – трябвало да вземат закона в свои ръце, за да спасят южните жени от сексуалната бруталност на черните мъже. Визията на Диксън обобщава отношението на хиляди и създава, в колективната памет, мита за това как войната може да е загубена, но Реконструкцията е спечелена – от Юга и мирната нация. Под формата на бяла кавалерия, Ку Клукс Клан спира корумпираното правителство, предотвратява анархията на „негърското управление“ и най-вече спасява бялото превъзходство.
 И в романа, и във филма, Ку Клукс Клан (KKK) е представен като организация с цел продължаване на благородните традиции на Юга от довоенното време, и на героичния войник на Конфедерацията, като защитава южната култура от посегателства, и южната жена, от изнасилванията и покушенията на политическите опортюнисти от севера и освободените роби. Възраждането на ККК пред 1910-те и 1920-те се отдава на Раждането на една нация. Филмът остава трайна следа в историята на американския расизъм; емблематичните изгаряния на кръстове от KKK са базирани на романа на Диксън и филма, направен по него – KKK никога преди това не са горили кръстове. Този ритуал е бил шотландска традиция, наречена „Crann Tara“, предназначена да събира кланове за война.

### По-късна литература и филми